# José Luis Ribera
José Luis Ribera, né le 1er juin 1965 à Azkoitia (Espagne), est un footballeur espagnol, qui évoluait au poste de défenseur central à la Real Sociedad, au Sestao Sport Club, au Real Burgos, au Deportivo La Corogne et au Rayo Vallecano.

## Carrière
- 1984-1985 : Real Sociedad
- 1985-1989 : Sestao Sport Club
- 1989-1991 : Real Burgos
- 1991-1997 : Deportivo La Corogne
- 1997-1998 : Rayo Vallecano  [1]

## Palmarès

### Avec le Deportivo La Corogne
- Vainqueur de la Coupe du Roi en 1995
- Vainqueur de la Supercoupe d'Espagne en 1995